# Paulo Bernardo (atleta)
Paulo Bernardo (16 de agosto de 1974) é um atleta português, especialista em lançamento do disco, de que é o recordista nacional com 60.61 m. 
Participou em várias edições dos Campeonato Ibero-americano de Atletismo, tendo alcançado a medalha de prata em 1998 e 2002. Foi campeão nacional por nove vezes, em 1995, 1997, 1998 e de 2000 a 2005.
Competiu até 2009, sendo depois presidente da Associação de Atletas de Alta Competição de Atletismo.